# Česká atlantická komise
Česká atlantická komise, z.s. (ČAKO). (anglicky Czech Atlantic Commission – CZACO) je nevládní nezisková organizace (NNO) s aktivitou v oblasti domácí i zahraniční politiky a bezpečnosti. Je registrovaným členem Atlantic Treaty Association (ATA) v Bruselu.
ČAKO se deklaruje jako reprezentant občanů vyznávajících společné hodnoty euroatlantického civilizačního okruhu a jejím posláním je hájit a šířit tyto hodnoty a také poskytovat platformu pro vyjadřování potřeb a názorů občanů sdílejících tyto kulturní hodnoty a přispívat aktivně k formování veřejného mínění. Členy sdružení se mohou stát občané ČR i občané spojeneckých zemí Aliance, kteří sdílejí společné hodnoty naší euroatlantické kultury a tradice. ČAKO se dělí do tří sekcí: Sekce bezpečnostní a vojenská, Sekce osvěty a zpravodajství a Sekce pro diplomatickou spolupráci.

## Historie
Česká atlantická komise vznikla v roce 1991 jako občanské sdružení reprezentující po sametovém převratu zejména občanský zájem české veřejnosti o nejen vojenskou bezpečnost státu, ale i touhu po pevném zakotvení naší znovu nabyté svobody v euroatlantických hodnotách západní kultury, jako garance naší tisícileté evropské kulturní tradice. Jejím spoluzakladatelem a prvním předsedou se stal prof JUDr. Jiří Štěpanovský, CSc. (1925–2017). Při svém založení dostala, po holandském vzoru, název Česká atlantická komise. V dalších letech byl jedním z předsedů komise také významný český politik a pozdější ministr zahraničních věcí ČR Karel Schwarzenberg. Ten je také čestným předsedou České atlantické komise.
Právní forma občanského sdružení byla v r. 2014 po změně občanského zákona transformována na zapsaný spolek – z.s. Význam České atlantické komise se plně projevil hlavně v letech před a při vstupu České republiky do Severoatlantické aliance (viz k tomu Profil na stránkách Ministerstva zahraničí). Po vstupu do NATO roku 1999 je její hlavní úloha ve standardních výchovně vzdělávacích aktivitách jako registrovaného člena ATA - Asociace atlantické smlouvy, která je vlastně civilní „občanskou sestrou NATO“ pro styk s veřejností členských zemí.